# Landkreis Hersfeld-Rotenburg
Landkreis Hersfeld-Rotenburg är ett distrikt (Landkreis) i östra delen av det tyska förbundslandet Hessen.
1. 1 2  GeoNames, 2005, Geonames-ID: 3220994, läs online och läs online.[källa från Wikidata]